# Chedi Hammemi
Chedi Hammemi (arabe : شادي الهمامي), né le 16 juin 1986 à Sfax, est un footballeur international tunisien. Il évolue au poste de milieu de terrain entre 2005 et 2024.

## Clubs
- juillet 2005-juillet 2012 :  Club sportif sfaxien ( Tunisie)
- juillet 2012-juillet 2016 : Koweït Sporting Club ( Koweït)
- juillet 2016-septembre 2017 : Dubaï Cultural Sports Club (Émirats arabes unis)
- septembre 2017-juillet 2019 : Dibba Al-Hisn Sports Club (en) (Émirats arabes unis)[1]
- juillet 2019-décembre 2020 : Al Fehayheel Sporting Club (Koweït)
- décembre 2020-juillet 2024 : Club sportif sfaxien (Tunisie)

## Buts internationaux
| no | Date       | Sélection | Lieu              | Adversaire         | Évolution du score | Résultat | Compétition                                         |
| -- | ---------- | --------- | ----------------- | ------------------ | ------------------ | -------- | --------------------------------------------------- |
| 1  | 02/06/2012 | -         | Monastir, Tunisie | Guinée équatoriale | 3 - 1              | 3 - 1    | éliminatoires de la Coupe du monde de football 2014 |

## Palmarès
- Coupe de la confédération (2) :
  - Vainqueur : 2007, 2008
- Championnat d'Afrique des nations (1) :
  - Vainqueur : 2011
- Coupe de l'AFC (2) :
  - Vainqueur : 2012, 2013
- Coupe nord-africaine des vainqueurs de coupe (1) :
  - Vainqueur : 2009
- Coupe de Tunisie (3) :
  - Vainqueur : 2009, 2021, 2022
- Championnat du Koweït (2) :
  - Vainqueur : 2013, 2015